# Schizomavella porifera
Schizomavella porifera is een mosdiertjessoort uit de familie van de Bitectiporidae. De wetenschappelijke naam van de soort is, als Escharella porifera, voor het eerst geldig gepubliceerd in 1868 door Smitt.